# Хонда, Кэйсукэ
Хо́нда Кэ́йсукэ (яп. 本田 圭佑 Хонда Кэйсукэ, род. 13 июня 1986, Сеццу, Осака) — японский футболист, атакующий полузащитник; тренер.
Хонда является одним из самых успешных представителей Японии на футбольных полях Европы, первый японский игрок в российской Премьер-лиге. В составе московского ЦСКА становился чемпионом России и дважды выигрывал кубок страны. В составе «Милана» обладатель Суперкубка Италии.
В составе сборной Японии провёл более 90 матчей, выиграв Кубок Азии 2011 года. На данном турнире стал лучшим игроком, реализовав победный пенальти в послематчевой серии полуфинала. Участник трёх чемпионатов мира: 2010, 2014 и 2018 годов.
Параллельно с карьерой игрока в Австралии был приглашён на пост главного тренера и генерального менеджера сборной Камбоджи, которой руководил во время пауз для матчей сборных в А-Лиге.

## Клубная карьера

### Ранние годы
Один из наиболее популярных футболистов Страны восходящего солнца родился и вырос в окрестностях города Сеццу. Кэйсукэ Хонда начал заниматься футболом в местном «Сэтцу», когда был во втором классе начальной школы. Позднее поступил в юношескую команду «Гамба Осака», где провёл несколько лет, но приглашения в молодёжную команду не получил и перешёл в обычную старшую школу. Кэйсукэ обратил на себя внимание скаутов многих японских команд, после того, как его школа вышла в полуфинал Кубка по футболу среди старших школ Японии. В 2004 году, будучи школьником и получив специальное разрешение Федерации футбола Японии, присоединился к тренировкам клуба «Нагоя Грампус». В том же сезоне Хонда дебютировал в официальных матчах за «Нагою» в Кубке Лиги Японии.
Накануне сезона 2005/06 уже подписал профессиональный контракт с «Нагоя» и в последующем не покидал основу этой команды. В сезоне 2007/08 провёл в составе «Грампус» 35 матчей, 30 из которых приходились на Джей-Лигу. Являясь признанной звездой Японии, Кейсукэ решил построить европейскую карьеру, объявив об этом весной 2008 года. Уже летом за игроком охотились ведущие голландские и бельгийские клубы.

### «ВВВ-Венло»

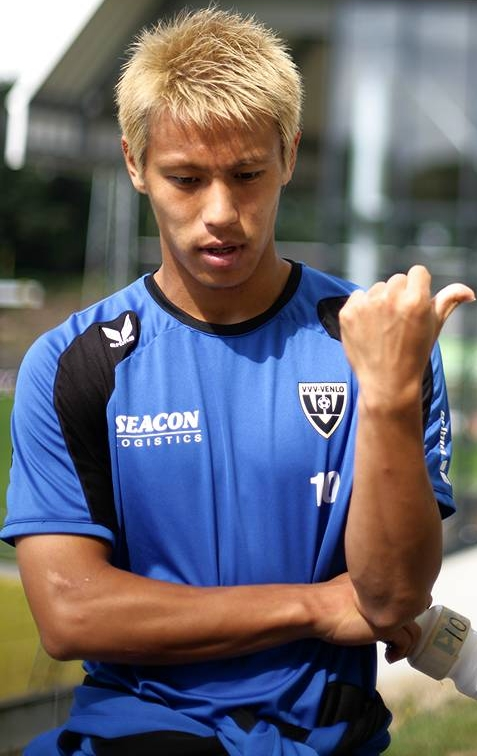
Хонда в составе «ВВВ-Венло»

16 января 2008 года перешёл в команду-дебютант Высшего дивизиона Нидерландов — «ВВВ-Венло». Хонда сразу закрепился в команде, однако не смог помочь «Венло» избежать вылета в Первый дивизион по итогам сезона 2007/08.
В сезоне 2008/09 игрок остался в «Венло» и стал лидером команды, которая с первых туров заняла первую строчку в таблице. Проведя 36 матчей на позиции под нападающими, Хонда забил 16 голов и сделал 13 передач, заслужив титул лучшего игрока Первого дивизиона в сезоне. «Венло» за несколько туров до финиша обеспечил себе выход в Высший дивизион, а Хонда обратил на себя внимание голландских грандов «Аякса» и ПСВ, но трансферная стоимость игрока в 10 миллионов евро, выставленная президентом «Венло», отпугнула потенциальных покупателей, и Кэйсукэ остался в команде.
Сезон 2009/10 Хонда начал так же активно, забив 5 мячей в 4 матчах. Начали поступать сообщения об интересе к игроку сильнейших команд Европы — «Челси», «Ливерпуля», «Фиорентины», «Лиона».

### ЦСКА (Москва)
В декабре 2009 года было объявлено о переходе Хонды в московский ЦСКА за 6 миллионов евро. Японец открыл счёт забитым голом за новый клуб в первом же туре чемпионата России. Благодаря забитому Хондой голу в матче с «Севильей» ЦСКА впервые в своей истории вышел в 1/4 финала Лиги чемпионов (этот гол стал для Кэйсукэ первым в турнире).
По окончании чемпионата мира 2010 итальянский «Милан» предложил за трансфер Хонды 10 млн евро, но ЦСКА отклонил предложение.

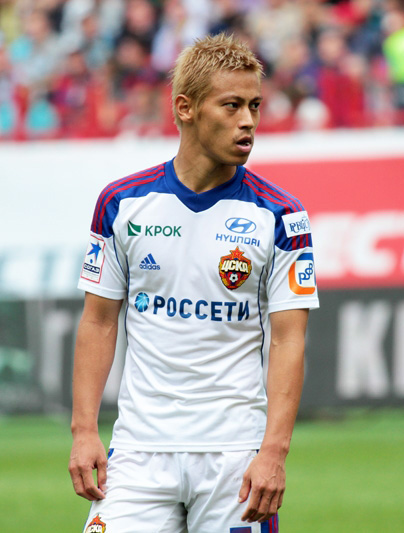
Хонда в составе ЦСКА

Показав яркую игру весной в чемпионате России, Лиге чемпионов и на первенстве мира, Хонда резко сдал и постепенно перестал попадать в основной состав ЦСКА. По мнению многих болельщиков и футбольных специалистов, это было связано с потерей игроком мотивации дальнейшей игры за российский клуб. В сентябре агент Хонды прямо заявил, что его клиент имеет желание перейти в команду одного из ведущих европейских чемпионатов, а в ноябре он же рассказал о возможном уходе Хонды из ЦСКА в период зимнего межсезонья. Ближе к концу сезона Хонда снова сумел стать одним из лидеров команды и стабильным игроком основы. Он также прервал свою голевую засуху — в 21-м туре чемпионата России он забил свой третий гол в чемпионате в ворота «Терека», а в 29 туре, в матче-дерби против московского «Спартака» — четвёртый. Также он забил гол за ЦСКА в матче Лиги Европы против «Палермо».
11 мая в 1/2 финала кубка России, в послематчевых пенальти против «Спартака» реализовал свой удар, тем самым помог ЦСКА выйти в финал. 22 мая 2011 в составе ЦСКА Кэйсукэ Хонда завоевал свой первый трофей в составе московского клуба — Кубок России, поучаствовав в одной из голевых атак.
25 мая забил первый гол сезона 2011/12 ударом со штрафного в ворота самарских «Крыльев Советов». В этом же матче забил второй мяч сезона. К разгару сезона набрал очень хорошую форму и стал лидером команды наравне с Сейду Думбия. 1 сентября Хонда получил травму мениска и выбыл из строя на несколько месяцев. В начале ноября японец оправился от травмы. Сыграв один матч против «Рубина», в котором японцу удалось заработать пенальти, Хонда вновь получил травму и к тренировкам приступил лишь в феврале.
В зимнее трансферное окно Хонда мог оказаться в итальянском «Лацио» — клуб и футболист даже договорились об условиях трансфера (за 12 млн евро) и личного контракта, однако в последний момент сделка была заблокирована руководством ЦСКА — клуб желал побороться за чемпионство вместе с Хондой.

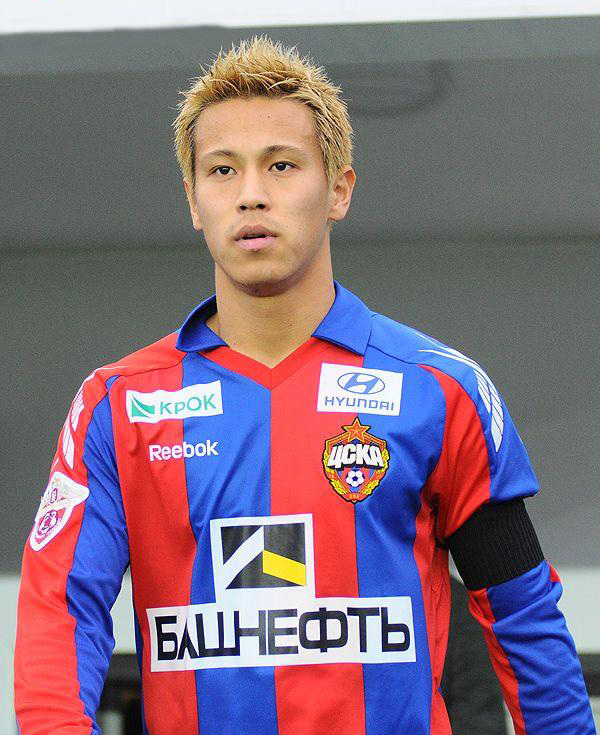
Хонда в игре за ЦСКА в Суперкубке России 2013 года

В матчах против «Зенита» и «Динамо» Кэйсукэ отдал по одной голевой передаче. Оба матча закончились вничью (2:2 и 1:1 соответственно). Однако японец вновь получил травму и выбыл на месяц. 16 апреля Хонда вернулся в общую группу. В проигранном матче с «Динамо» (0:1) Хонда провёл на поле весь матч. В заключительном матче чемпионата против «Рубина» Кэйсукэ открыл счёт, однако казанцы одержали волевую победу и победили со счётом 3:1.
В сезоне 2012/13 Хонда забил по мячу во втором и третьем туре в ворота «Амкара» и «Зенита», причём в матче с пермяками японец не сумел реализовать пенальти. Оба эти матча ЦСКА проиграл 1:3. Затем отметился дублем в матче с «Аланией», который закончился победой ЦСКА со счётом 2:0. 7 октября 2012 года японец забил гол в ворота московского «Спартака», и этот гол стал 1000-м для ЦСКА в чемпионатах России. По итогам сезона японец стал чемпионом России в составе ЦСКА.
Перед началом сезона 2013/14 стало ясно, что Хонда не будет подписывать новый контракт с ЦСКА, поэтому многие клубы заинтересовались покупкой игрока до того, как он станет свободным агентом и предлагали суммы, ниже его рыночной стоимости, — в частности, «Фенербахче» получил отказ в продаже игрока за 750 тысяч евро, «Эвертон» рассчитывал купить игрока за 5 миллионов фунтов, по слухам была заинтересована и «Барселона». Однако самый пристальный интерес был проявлен со стороны итальянского «Милана» — они рассчитывали приобрести его летом 2013 года за 3 млн евро, в то время как красно-синие требовали не менее 5 млн. Хонда согласился даже на снижение зарплаты, чтобы ускорить переход в «Милан», но в итоге московский клуб отклонил все предложения итальянцев. Это было обусловлено как травмами других игроков, которые могли бы закрыть позицию японца в составе ЦСКА, так и желанием воспользоваться услугами игрока на групповой стадии Лиги чемпионов. В октябре 2013 года «Милан» продолжил переговоры уже с самим игроком, без участия московского клуба. В итоге, главный тренер миланской команды Массимилиано Аллегри подтвердил, что Хонда присоединится к его команде в январе, подписав контракт на 4,5 года.
Последний матч Кэйсукэ за ЦСКА состоялся 10 декабря 2013 года против чешской «Виктории» в рамках ЛЧ 2013/14. Японец вышел на замену вместо Зорана Тошича на 52 минуте и сделал свой последний за ЦСКА голевой пас Ахмеду Мусе на 65 минуте матча.

### «Милан»

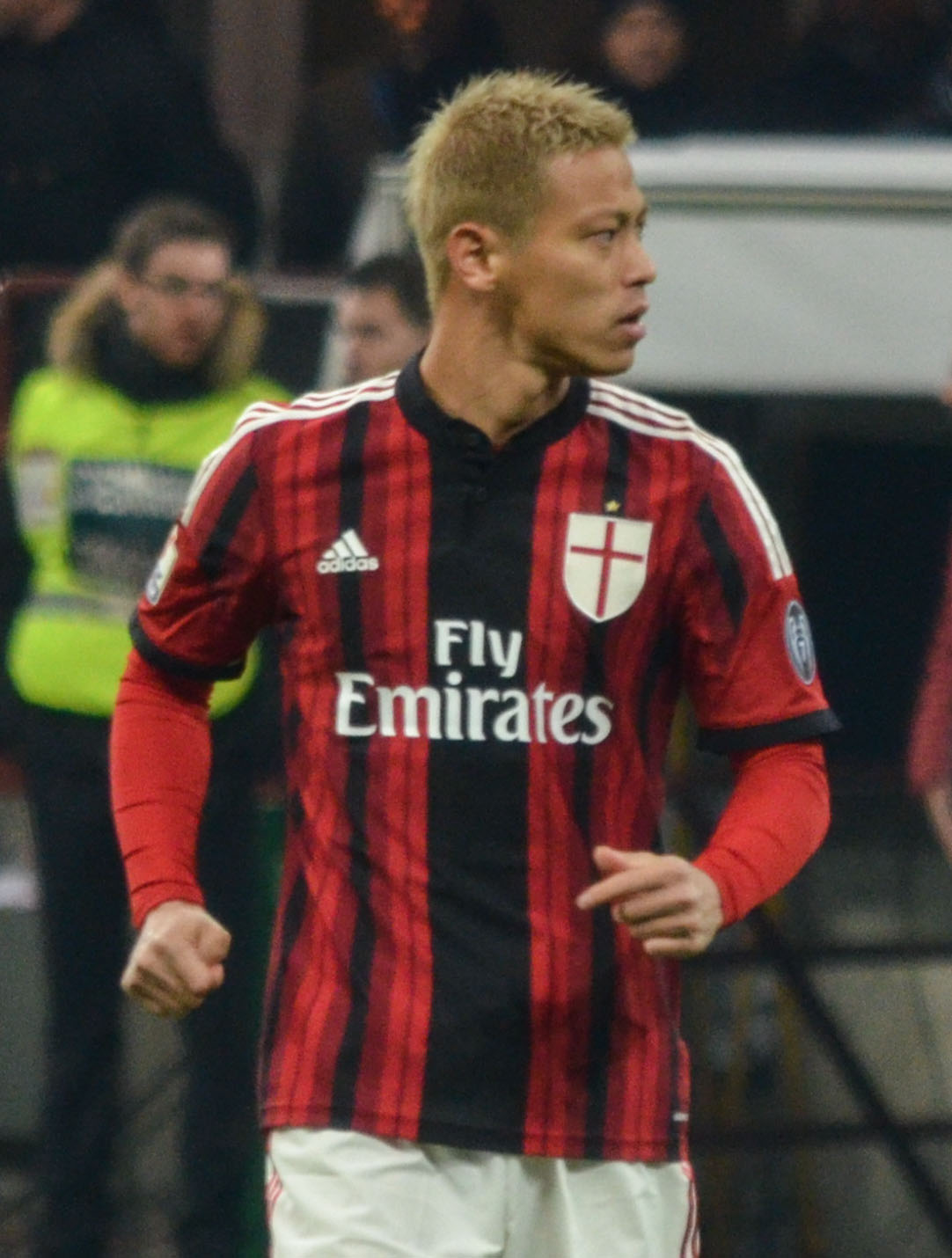
Хонда в составе «Милана» в 2015 году

Официально стал игроком «Милана» 5 января 2014 года, пройдя медобследование, а уже 7 января провёл первую тренировку в составе своей новой команды. 8 января Хонда был представлен в качестве игрока команды, получив футболку с № 10. Основным сторонником трансфера Хонды являлся наставник «россонери» Массимилиано Аллегри. Свой первый матч в Серии А сыграл 12 января против «Сассуоло» (3:4), выйдя на замену на 66-й минуте матча вместо Робиньо. Первый гол за «Милан» забил 15 января в матче против «Специи» (3:1) в рамках 1/8 финала Кубка Италии. Однако вскоре Аллегри был уволен за неудовлетворительные результаты, показанные «Миланом» в первом круге, а назначенный и. о. тренера Кларенс Зеедорф перестал выпускать Хонду в основе. До конца сезона провёл 14 матчей, всего 4 из которых от свистка до свистка, забив один гол в Серии А в ворота «Дженоа».
Гораздо успешней начал сезон 2014/15, забив шесть голов в 8 стартовых турах. Ещё в дебютном матче против «Лацио» (3:1) стал главной звездой «Милана», сравняв счёт и заработав пенальти для своей команды. 19 октября оформил дубль в ворота «Вероны», а ещё через неделю забил один из пяти голов «Милана» в интереснейшем поединке против «Пармы» (5:4).
За все время сыграл за «Милан» 92 матча, забив 11 мячей и сделав 14 голевых передач.

### Последующая карьера
После ухода из «Милана» пребывал в статусе свободного агента. 14 июля 2017 года подписал контракт с мексиканской «Пачукой». 23 августа дебютировал за клуб, выйдя на замену на 58-й минуте матча против «Крус Асуль», и на 77-й минуте отличился дебютным голом.
6 августа 2018 года Хонда подписал однолетний контракт с австралийским клубом «Мельбурн Виктори». Его зарплата в клубе составит $2,9 млн. В конце мая 2019 года покинул австралийский клуб и заявил, что будет искать новый клуб.
С 31 августа 2019 года в качестве свободного агента начал тренироваться в арнемском «Витессе», тренером которого являлся Леонид Слуцкий, под руководством которого он выступал в ЦСКА.
6 ноября 2019 года подписал контракт с голландским клубом до окончания нынешнего сезона. Хавбек являлся свободным агентом, поэтому достался клубу бесплатно. Вскоре после отставки тренера клуба Леонида Слуцкого Хонда тоже покинул «Витесс» (23 декабря 2019 г.). В составе голландского клуба японский хавбек принял участие в четырёх матчах чемпионата Нидерландов (три — в основном составе) и не отметился результативными действиями.

## Национальная сборная
В 2005 году получил вызов в национальную сборную Японии, однако на поле в составе сборной не появился. В 2007 году в качестве лидера молодёжной сборной Японии помог команде добыть путевку в основной турнир пекинской Олимпиады.
В июне 2008 года игрок дебютировал в сборной Японии. В том же году выступил в основном турнире Пекинской олимпиады, где Япония проиграла все три матча в группе, а Хонда сфолил и заработал решающий пенальти в заключительной игре с Нидерландами.
В мае 2009 года в товарищеской игре со сборной Чили он забил первый мяч за сборную.
14 июня 2010 года забил первый гол сборной Японии на чемпионате мира 2010 года, поразив ворота камерунской сборной, принеся своей команде первую победу, одержанную в матче финального турнира чемпионата мира, проходящего за пределами Японии. А 24 июня в матче против сборной Дании Кэйсукэ забил второй мяч за сборную на чемпионате мира, забив Томасу Сёренсену со штрафного. В матче 1/8 сборная Японии попала на сборную Парагвая. Основное и дополнительное время завершилось со счётом 0:0, Хонда попал в число пенальтистов и реализовал свой удар, однако в 1/4 японцы не пробились.
В Кубке Азии 2011 забил с пенальти победный гол в матче против Сирии. Этот гол стал 1000-м для сборной Японии. В матче 1/2 турнира принял участие в обоих голевых моментах, а в серии пенальти бил первым и реализовал свой удар. В итоге Япония вышла в финал, где обыграла Австралию в дополнительное время и завоевала свой четвёртый титул победителя Кубка Азии, а Хонда был признан лучшим игроком турнира.
6 июня 2012 года в отборочном к чемпионату мира 2014 против сборной Иордании (6:0) сделал первый хет-трик за сборную.
На чемпионате мира 2018 забил гол Сенегалу (2:2). Япония дошла до 1/8 финала, где проиграла бельгийцам 2:3, ведя по ходу матча 2:0.

## Достижения

### Командные
ВВВ-Венло
- Победитель Первого дивизиона Нидерландов: 2008/09

ЦСКА (Москва)
- Чемпион России: 2012/13
- Обладатель Кубка России (2): 2010/11, 2012/13
- Обладатель Суперкубка России: 2013

«Милан»
- Обладатель Суперкубка Италии: 2016

Сборная Японии
- Обладатель Кубка Азии: 2011

«Нефтчи»
- Чемпион Азербайджана: 2020/21

### Личные
- Лучший игрок Первого дивизиона Нидерландов: 2008/09
- Футболист года в Японии: 2010[источник не указан 4919 дней]
- В списке 33 лучших футболистов чемпионата России: № 3 (2010)
- Самый ценный футболист Кубка Азии: 2011[30]
- Рекордсмен сборной Японии по количеству голов на чемпионатах мира: 4 гола

## Статистика выступлений

### ПФК ЦСКА
| Сезон     | Чемпионат России | Чемпионат России | Чемпионат России | Кубок России | Кубок России | Кубок России | Суперкубок России | Суперкубок России | Суперкубок России | Лига Европы | Лига Европы | Лига Европы | Лига Чемпионов | Лига Чемпионов | Лига Чемпионов | Всего | Всего | Всего |
| Сезон     | Игры             | Голы             | Г.П.             | Игры         | Голы         | Г.П.         | Игры              | Голы              | Г.П.              | Игры        | Голы        | Г.П.        | Игры           | Голы           | Г.П.           | Игры  | Голы  | Г.П.  |
| --------- | ---------------- | ---------------- | ---------------- | ------------ | ------------ | ------------ | ----------------- | ----------------- | ----------------- | ----------- | ----------- | ----------- | -------------- | -------------- | -------------- | ----- | ----- | ----- |
| 2010      | 28               | 4                | 5                | 1            | 0            | 0            | 1                 | 0                 | 0                 | 6           | 1           | 2           | 4              | 1              | 1              | 40    | 6     | 8     |
| 2011/2012 | 25               | 8                | 6                | 5            | 0            | 2            | 1                 | 0                 | 0                 | 2           | 0           | 0           | 1              | 0              | 0              | 34    | 8     | 8     |
| 2012/2013 | 23               | 7                | 5                | 3            | 1            | 1            | 0                 | 0                 | 0                 | 2           | 1           | 0           | 0              | 0              | 0              | 28    | 9     | 6     |
| 2013/2014 | 18               | 1                | 1                | 0            | 0            | 0            | 1                 | 2                 | 0                 | 0           | 0           | 0           | 6              | 2              | 2              | 25    | 5     | 3     |
| Итого     | 94               | 20               | 17               | 9            | 1            | 3            | 3                 | 2                 | 0                 | 10          | 2           | 2           | 11             | 3              | 3              | 127   | 28    | 25    |

### Клубная статистика
| Выступление      | Выступление      | Выступление      | Лига | Лига | Кубки | Кубки | Континент. | Континент. | Итого | Итого |
| Клуб             | Лига             | Сезон            | Игры | Голы | Игры  | Голы  | Игры       | Голы       | Игры  | Голы  |
| ---------------- | ---------------- | ---------------- | ---- | ---- | ----- | ----- | ---------- | ---------- | ----- | ----- |
| Нагоя Грампус    | J-Лига           | 2004             | 0    | 0    | 1     | 0     | —          | —          | 1     | 0     |
| Нагоя Грампус    | J-Лига           | 2005             | 31   | 2    | 4     | 0     | —          | —          | 35    | 2     |
| Нагоя Грампус    | J-Лига           | 2006             | 29   | 6    | 5     | 2     | —          | —          | 34    | 8     |
| Нагоя Грампус    | J-Лига           | 2007             | 30   | 3    | 5     | 0     | —          | —          | 35    | 3     |
| Нагоя Грампус    | Итого            | Итого            | 90   | 11   | 15    | 2     | —          | —          | 105   | 13    |
| ВВВ-Венло        | Эредивизи        | 2007/08          | 14   | 2    | 0     | 0     | —          | —          | 14    | 2     |
| ВВВ-Венло        | Эредивизи        | 2008/09          | 36   | 16   | 1     | 0     | —          | —          | 37    | 16    |
| ВВВ-Венло        | Эредивизи        | 2009/10          | 18   | 6    | 2     | 2     | —          | —          | 20    | 8     |
| ВВВ-Венло        | Итого            | Итого            | 68   | 24   | 3     | 2     | —          | —          | 71    | 26    |
| ЦСКА             | Премьер-лига     | 2010             | 28   | 4    | 6     | 0     | 12         | 2          | 46    | 6     |
| ЦСКА             | Премьер-лига     | 2011/12          | 25   | 8    | 2     | 0     | 1          | 0          | 28    | 8     |
| ЦСКА             | Премьер-лига     | 2012/13          | 23   | 7    | 3     | 1     | 2          | 1          | 28    | 9     |
| ЦСКА             | Премьер-лига     | 2013/14          | 18   | 1    | 1     | 2     | 6          | 2          | 25    | 5     |
| ЦСКА             | Итого            | Итого            | 94   | 20   | 12    | 3     | 21         | 5          | 127   | 28    |
| Милан            | Серия А          | 2013/14          | 14   | 1    | 2     | 1     | 0          | 0          | 16    | 2     |
| Милан            | Серия А          | 2014/15          | 29   | 6    | 1     | 0     | 0          | 0          | 30    | 6     |
| Милан            | Серия А          | 2015/16          | 30   | 1    | 7     | 1     | 0          | 0          | 37    | 2     |
| Милан            | Серия А          | 2016/17          | 8    | 1    | 1     | 0     | 0          | 0          | 9     | 1     |
| Милан            | Итого            | Итого            | 81   | 9    | 11    | 2     | 0          | 0          | 92    | 11    |
| Пачука           | Лига MX          | 2017/18          | 29   | 10   | 5     | 3     | 2          | 0          | 36    | 13    |
| Пачука           | Итого            | Итого            | 29   | 10   | 5     | 3     | 2          | 0          | 36    | 13    |
| Мельбурн Виктори | A-лига           | 2018/19          | 18   | 7    | 0     | 0     | 3          | 1          | 21    | 8     |
| Мельбурн Виктори | Итого            | Итого            | 18   | 7    | 0     | 0     | 3          | 1          | 21    | 8     |
| Всего за карьеру | Всего за карьеру | Всего за карьеру | 380  | 81   | 46    | 12    | 26         | 6          | 452   | 99    |

### Статистика выступлений за сборную Японии
| Матчи и голы Хонды за сборную Японии | Матчи и голы Хонды за сборную Японии | Матчи и голы Хонды за сборную Японии | Матчи и голы Хонды за сборную Японии | Матчи и голы Хонды за сборную Японии | Матчи и голы Хонды за сборную Японии |
| №                                    | Дата                                 | Оппонент                             | Счёт                                 | Голы Хонды                           | Соревнование                         |
| ------------------------------------ | ------------------------------------ | ------------------------------------ | ------------------------------------ | ------------------------------------ | ------------------------------------ |
| 1                                    | 22 июня 2008                         | Бахрейн                              | 1:0                                  | -                                    | Отборочные матчи ЧМ-2010             |
| 2                                    | 20 августа 2008                      | Уругвай                              | 1:3                                  | -                                    | Товарищеский матч                    |
| 3                                    | 9 октября 2008                       | ОАЭ                                  | 1:1                                  | -                                    | Товарищеский матч                    |
| 4                                    | 27 мая 2009                          | Чили                                 | 4:0                                  | 1                                    | Товарищеский матч                    |
| 5                                    | 31 мая 2009                          | Бельгия                              | 4:0                                  | -                                    | Товарищеский матч                    |
| 6                                    | 6 июня 2009                          | Узбекистан                           | 1:0                                  | -                                    | Отборочные матчи ЧМ-2010             |
| 7                                    | 10 июня 2009                         | Катар                                | 1:1                                  | -                                    | Отборочные матчи ЧМ-2010             |
| 8                                    | 5 сентября 2009                      | Нидерланды                           | 0:3                                  | -                                    | Товарищеский матч                    |
| 9                                    | 9 сентября 2009                      | Гана                                 | 4:3                                  | -                                    | Товарищеский матч                    |
| 10                                   | 10 октября 2009                      | Шотландии                            | 2:0                                  | 1                                    | Товарищеский матч                    |
| 11                                   | 14 октября 2009                      | Того                                 | 5:0                                  | 1                                    | Товарищеский матч                    |
| 12                                   | 3 марта 2010                         | Бахрейн                              | 2:0                                  | 1                                    | Отборочные матчи КАЗ-2011            |
| 13                                   | 24 мая 2010                          | Республика Корея                     | 0:2                                  | -                                    | Товарищеский матч                    |
| 14                                   | 30 мая 2010                          | Англия                               | 1:2                                  | -                                    | Товарищеский матч                    |
| 15                                   | 4 июня 2010                          | Кот-д’Ивуар                          | 0:2                                  | -                                    | Товарищеский матч                    |
| 16                                   | 14 июня 2010                         | Камерун                              | 1:0                                  | 1                                    | Финальные матчи ЧМ-2010              |
| 17                                   | 19 июня 2010                         | Нидерланды                           | 0:1                                  | -                                    | Финальные матчи ЧМ-2010              |
| 18                                   | 24 июня 2010                         | Дания                                | 3:1                                  | 1                                    | Финальные матчи ЧМ-2010              |
| 19                                   | 29 июня 2010                         | Парагвай                             | 0:0                                  |                                      | Финальные матчи ЧМ-2010              |
| 20                                   | 4 сентября 2010                      | Парагвай                             | 1:0                                  | -                                    | Товарищеский матч                    |
| 21                                   | 7 сентября 2010                      | Гватемала                            | 2:1                                  | -                                    | Товарищеский матч                    |
| 22                                   | 8 октября 2010                       | Аргентина                            | 1:0                                  | -                                    | Товарищеский матч                    |
| 23                                   | 12 октября 2010                      | Республика Корея                     | 0:0                                  | -                                    | Товарищеский матч                    |
| 24                                   | 9 января 2011                        | Иордания                             | 1:1                                  | -                                    | Финальные матчи КАЗ-2011             |
| 25                                   | 13 января 2011                       | Сирия                                | 2:1                                  | 1                                    | Финальные матчи КАЗ-2011             |
| 26                                   | 21 января 2011                       | Катар                                | 3:2                                  | -                                    | Финальные матчи КАЗ-2011             |
| 27                                   | 25 января 2011                       | Республика Корея                     | 2:2 (3:0 пен.)                       | -                                    | Финальные матчи КАЗ-2011             |
| 28                                   | 29 января 2011                       | Австралия                            | 1:0                                  | -                                    | Финальные матчи КАЗ-2011             |
| 29                                   | 1 июня 2011                          | Перу                                 | 0:0                                  | -                                    | Товарищеский матч                    |
| 30                                   | 7 июня 2011                          | Чехия                                | 0:0                                  | -                                    | Товарищеский матч                    |
| 31                                   | 10 августа 2011                      | Республика Корея                     | 3:0                                  | 1                                    | Товарищеский матч                    |
| 32                                   | 23 мая 2012                          | Азербайджан                          | 2:0                                  | -                                    | Товарищеский матч                    |
| 33                                   | 3 июня 2012                          | Оман                                 | 3:0                                  | 1                                    | Отборочные матчи ЧМ-2014             |
| 34                                   | 8 июня 2012                          | Иордания                             | 6:0                                  | 3                                    | Отборочные матчи ЧМ-2014             |
| 35                                   | 12 июня 2012                         | Австралия                            | 1:1                                  | -                                    | Отборочные матчи ЧМ-2014             |
| 36                                   | 15 августа 2012                      | Венесуэла                            | 1:1                                  | -                                    | Товарищеский матч                    |
| 37                                   | 6 сентября 2012                      | ОАЭ                                  | 1:0                                  | -                                    | Товарищеский матч                    |
| 38                                   | 11 сентября 2012                     | Ирак                                 | 1:0                                  | -                                    | Отборочные матчи ЧМ-2014             |
| 39                                   | 16 октября 2012                      | Бразилия                             | 0:4                                  | -                                    | Товарищеский матч                    |
| 40                                   | 14 ноября 2012                       | Оман                                 | 2:1                                  | -                                    | Отборочные матчи ЧМ-2014             |
| 41                                   | 6 февраля 2013                       | Латвия                               | 3:0                                  | 1                                    | Товарищеский матч                    |
| 42                                   | 4 июня 2013                          | Австралия                            | 1:1                                  | 1                                    | Отборочные матчи ЧМ-2014             |
| 43                                   | 15 июня 2013                         | Бразилия                             | 0:3                                  | -                                    | Кубок конфедераций 2013              |
| 44                                   | 20 июня 2013                         | Италия                               | 3:4                                  | 1                                    | Кубок конфедераций 2013              |
| 45                                   | 22 июня 2013                         | Мексика                              | 1:2                                  | -                                    | Кубок конфедераций 2013              |
| 46                                   | 14 августа 2013                      | Уругвай                              | 2:4                                  | 1                                    | Товарищеский матч                    |
| 47                                   | 6 сентября 2013                      | Гватемала                            | 3:0                                  | 1                                    | Товарищеский матч                    |
| 48                                   | 10 сентября 2013                     | Гана                                 | 3:1                                  | 1                                    | Товарищеский матч                    |
| 49                                   | 11 октября 2013                      | Сербия                               | 0:2                                  | -                                    | Товарищеский матч                    |
| 50                                   | 15 октября 2013                      | Беларусь                             | 0:1                                  | -                                    | Товарищеский матч                    |
| 51                                   | 16 ноября 2013                       | Нидерланды                           | 2:2                                  | 1                                    | Товарищеский матч                    |
| 52                                   | 20 октября 2013                      | Бельгия                              | 3:2                                  | 1                                    | Товарищеский матч                    |
| 53                                   | 5 марта 2014                         | Новая Зеландия                       | 4:2                                  | -                                    | Товарищеский матч                    |
| 54                                   | 27 мая 2014                          | Кипр                                 | 1:0                                  | -                                    | Товарищеский матч                    |
| 55                                   | 3 июня 2014                          | Коста-Рика                           | 3:1                                  | -                                    | Товарищеский матч                    |
| 56                                   | 7 июня 2014                          | Замбия                               | 4:3                                  | 2                                    | Товарищеский матч                    |
| 57                                   | 15 июня 2014                         | Кот-д’Ивуар                          | 1:2                                  | 1                                    | Финальные матчи ЧМ-2014              |
| 58                                   | 20 июня 2014                         | Греция                               | 0:0                                  | -                                    | Финальные матчи ЧМ-2014              |
| 59                                   | 25 июня 2014                         | Колумбия                             | 1:4                                  | -                                    | Финальные матчи ЧМ-2014              |
| 60                                   | 5 сентября 2014                      | Уругвай                              | 0:2                                  | -                                    | Товарищеский матч                    |
| 61                                   | 9 сентября 2014                      | Венесуэла                            | 2:2                                  | -                                    | Товарищеский матч                    |
| 62                                   | 10 октября 2014                      | Ямайка                               | 1:0                                  | -                                    | Товарищеский матч                    |
| 63                                   | 14 октября 2014                      | Бразилия                             | 0:4                                  | -                                    | Товарищеский матч                    |
| 64                                   | 14 ноября 2014                       | Гондурас                             | 6:0                                  | 1                                    | Товарищеский матч                    |
| 65                                   | 18 ноября 2014                       | Австралия                            | 2:1                                  | -                                    | Товарищеский матч                    |
| 66                                   | 12 января 2015                       | Палестина                            | 2:1                                  | 1                                    | Финальные матчи КАЗ-2015             |
| 67                                   | 16 января 2015                       | Ирак                                 | 1:0                                  | 1                                    | Финальные матчи КАЗ-2015             |
| 68                                   | 20 января 2015                       | Иордания                             | 2:0                                  | 1                                    | Финальные матчи КАЗ-2015             |
| 69                                   | 23 января 2015                       | ОАЭ                                  | 1:1 (4:5 пен.)                       | -                                    | Финальные матчи КАЗ-2015             |
| 70                                   | 27 марта 2015                        | Тунис                                | 2:0                                  | 1                                    | Товарищеский матч                    |
| 71                                   | 31 марта 2015                        | Узбекистан                           | 5:1                                  | -                                    | Товарищеский матч                    |
| 72                                   | 11 июня 2015                         | Ирак                                 | 4:0                                  | 1                                    | Товарищеский матч                    |
| 73                                   | 16 июня 2015                         | Сингапур                             | 0:0                                  | -                                    | Отборочные матчи ЧМ-2018             |
| 74                                   | 3 сентября 2015                      | Камбоджа                             | 3:0                                  | 1                                    | Отборочные матчи ЧМ-2018             |
| 75                                   | 8 сентября 2015                      | Афганистан                           | 6:0                                  | 1                                    | Отборочные матчи ЧМ-2018             |
| 76                                   | 8 октября 2015                       | Сирия                                | 3:0                                  | 1                                    | Отборочные матчи ЧМ-2018             |
| 77                                   | 13 октября 2015                      | Иран                                 | 1:1                                  | -                                    | Товарищеский матч                    |
| 78                                   | 12 ноября 2015                       | Сингапур                             | 3:0                                  | 1                                    | Отборочные матчи ЧМ-2018             |
| 79                                   | 17 ноября 2015                       | Камбоджа                             | 2:0                                  | 1                                    | Отборочные матчи ЧМ-2018             |
| 80                                   | 29 марта 2016                        | Сирия                                | 5:0                                  | 1                                    | Отборочные матчи ЧМ-2018             |
| 81                                   | 1 сентября 2016                      | ОАЭ                                  | 1:2                                  | 1                                    | Отборочные матчи ЧМ-2018             |
| 82                                   | 6 сентября 2016                      | Таиланд                              | 2:0                                  | -                                    | Отборочные матчи ЧМ-2018             |
| 83                                   | 6 октября 2016                       | Ирак                                 | 2:1                                  | -                                    | Отборочные матчи ЧМ-2018             |
| 84                                   | 11 октября 2016                      | Австралия                            | 1:1                                  | -                                    | Отборочные матчи ЧМ-2018             |
| 85                                   | 11 ноября 2016                       | Оман                                 | 4:0                                  | -                                    | Товарищеский матч                    |
| 86                                   | 15 ноября 2016                       | Саудовская Аравия                    | 2:1                                  | -                                    | Отборочные матчи ЧМ-2018             |
| 87                                   | 23 марта 2017                        | ОАЭ                                  | 2:0                                  | -                                    | Отборочные матчи ЧМ-2018             |
| 88                                   | 28 марта 2017                        | Таиланд                              | 4:0                                  | -                                    | Отборочные матчи ЧМ-2018             |
| 89                                   | 7 июня 2017                          | Сирия                                | 1:1                                  | -                                    | Товарищеский матч                    |
| 90                                   | 13 июня 2017                         | Ирак                                 | 1:1                                  | -                                    | Отборочные матчи ЧМ-2018             |
| 91                                   | 5 сентября 2017                      | Саудовская Аравия                    | 0:1                                  | -                                    | Отборочные матчи ЧМ-2018             |
| 92                                   | 23 марта 2018                        | Мали                                 | 1:1                                  | -                                    | Товарищеский матч                    |
| 93                                   | 27 марта 2018                        | Украина                              | 1:2                                  | -                                    | Товарищеский матч                    |
| 94                                   | 30 мая 2018                          | Гана                                 | 0:2                                  | -                                    | Товарищеский матч                    |
| 95                                   | 8 июня 2018                          | Швейцария                            | 0:2                                  | -                                    | Товарищеский матч                    |
| 96                                   | 19 июня 2018                         | Колумбия                             | 2:1                                  | -                                    | Финальные матчи ЧМ-2018              |
| 97                                   | 24 июня 2018                         | Сенегал                              | 2:2                                  | 1                                    | Финальные матчи ЧМ-2018              |
| 98                                   | 2 июля 2018                          | Бельгия                              | 2:3                                  | -                                    | Финальные матчи ЧМ-2018              |

Итого: 98 матчей / 37 голов; 53 победы, 21 ничья, 24 поражения.

## Личная жизнь
Женился в июле 2008 года. Супруга — Мисако, бывшая работница детского сада. Старший брат Кейсуке Хонда из спортивной семьи, он тоже был футболистом. Двоюродный дедушка Хонды Дайсабуро был каноистом, который представлял Японию в беге на 1000 метров C-2 на Олимпийских играх 1964 года в Токио. Двоюродный брат Кейсуке Хонда - Тамон Хонда, профессиональный японский рестлер Тамон Хонда, бывший олимпийский борец, который участвовал в трех Олимпийских играх по вольной борьбе в весовой категории 100 кг на Играх 1984, 1988 годов.